# 石午山
石午山，中华人民共和国政治人物、外交官。
1987年，接替胡景瑞担任中华人民共和国驻几内亚比绍大使。1990年，由洪虹接任。